# MiMi Aung
MiMi Aung (nascida em 1968) é uma engenheira americana e gerente de projeto no Jet Propulsion Laboratory. Ela é a engenheira-chefe do Mars Helicopter Ingenuity, helicóptero de exploração de Marte que foi a primeira aeronave extraterrestre. Foi eleita uma das 100 Mulheres pela BBC em 2019.

## Vida e família
Aung nasceu nos Estados Unidos e mudou-se para Mianmar quando tinha dois anos e meio. Sua mãe foi a primeira mulher a obter o título de doutor em matemática em Mianmar. Seu pai, Thein Aung, recebeu seu doutorado em química. Aung nasceu em Illinois e voltou para Mianmar com seus pais quando ela tinha dois anos e meio de idade. Quando ela tinha 11 anos, a família se mudou para a Malásia, onde estudou na St. Christopher's School. Aos 16 anos, seus pais combinaram que ela voltasse para os EUA e ficasse com alguns amigos em Illinois enquanto ela terminava sua educação. Ela é casada e tem dois filhos.

## Educação
Quando ela tinha 16 anos, Aung sabia que amava matemática, mas seus pais queriam que ela tivesse uma educação prática, então ela estudou engenharia elétrica na Universidade de Illinois em Urbana-Champaign,onde obteve seu bacharelado, seguido de um mestrado em 1990. A tese de seu mestrado tratava de comunicações e processamento de sinais. eu programa de mestrado, um de seus professores mencionou o trabalho da JPL na exploração do espaço profundo e sua relação com o processamento de sinais. Ela decidiu entrevistar a JPL